# جیمز ماریوت (موسیقی‌دان)
جیمز ویلیام ماریوت (به انگلیسی: James William Mariott؛ ۷ جولای ۱۹۹۷) موسیقی‌دان انگلیسی است. او در سوئیس به دنیا آمده و در باکینگهام‌شر بزرگ شده. او پس از حضور در یک کنسرت بزرگداشت آبا به موسیقی علاقه پیدا کرد. او برای اولین بار برای مستندهای یوتیوب و استریم‌های توییچ خود معروف شد، و اولین تک‌آهنگ خود به نام "آرام باش" را در می ۲۰۲۰ عرضه کرد. او بعد از آن آلبوم‌های چندآهنگه خود "مغز نمونده" و "زبان‌های خشمگین" را هم منتشر کرد. او اولین آلبوم کامل خود به نام "هنوز رسیدیم؟" را در سال ۲۰۲۳ منتشر کرد که در چارت‌های موسیقی بریتانیا در رتبه ۱۷ قرار گرفت. ماریوت از فولز و استروکز الهام می‌گیرد و موسیقی او معمولا ایندی راک یاد می‌شود.

## زندگی و کار

### جوانی و فضای مجازی
جیمز ویلیام ماریوت در ۷ جولای ۱۹۹۷ در سوئیس زاده شد و در باکینگهام‌شر بزرگ شد. ماریوت از کودکی به موسیقی علاقه داشت و پدر او یک پیانیست بود. او در سال ۲۰۰۸ به مدرسه بیشاپ وردورس رفت و در همان سال شروع به ساخت انیمیشن در فضای مجازی کرد. در سال ۲۰۱۲، او شروع به ساخت ویدئوهای موسیقی و کارهای آکوستیک خود کرد. او بعدها در کالج لندن درس زبان‌های نوین را خواند و شش ماه از این درس را در گرانادا در اسپانیا گذراند، که به او توانایی صحبت کردن زبان‌های اسپانیایی و پرتغالی را داد، که به زبان اصلی خود یعنی انگلیسی اضافه شدند. 
ماریوت وقتی در دانشگاه بود بخاطر کانال یوتیوب خود توجه ها را به خود به‌عنوان موزیسین و گزارشگر جذب کرد، که به همین خاطر دو میلیون دنبال‌کننده را به خود جذب کرد. او در یک مصاحبه با دورک، محتوای خود را "راحت شدن از دست یوتیوبر های دیگر" خطاب کرد. او همچنین بخشی از یک کانال گروهی بوتیوب در سال ۲۰۲۰ بود. این گروه Eboys نام داشت و شامل ImAlexx، WillNE و Memelous بود؛ و این کانال در آغاز دنیاگیری کووید-۱۹ شکل گرفت. این گروه همچنین یک پادکست را هم با همان اعضا و همان نام تشکیل دادند. جیمز از این کانال هم سود خوبی بعنوان استریمر توییچ و دنبال‌کننده‌هایش کرد. 